# Arthur Kingsley Porter
Arthur Kingsley Porter (1883 – 1933) è stato uno storico dell'arte e medievista statunitense che si interessò soprattutto del periodo medioevale.

## Biografia
Il suo contributo più significativo è stato rappresentato dai 'rivoluzionari' e approfondimenti studi sulla diffusione della scultura romanica. Il suo studio dell'architettura lombarda è stato il primo del suo genere. Accostava alla descrizione dei monumenti una serie di appunti di storia sociale e politica locale, in modo da fornire una interpretazione più ampia dell'architettura e della scultura del tempo. I suoi testi sono ricchi di notizie anche sull'architettura europea, con la quale l'arte della Lombardia era entrata in contatto.

## Opere
- The Construction of Lombard and Gothic Vaults (La costruzione della volta lombardo-gotica), Londra, 1911.
- Architettura lombarda, 4 vol., 1919.
- Scultura romanica delle Strade dei pellegrini, 10 vol., 1923.
- Scultura romanica spagnola, 2 vol., 1928.